# La Vega (Cauca)
Pour les articles homonymes, voir La Vega.
La Vega est une municipalité située dans le département de Cauca, en Colombie.